# Louis Chasot de Nantigny
Louis Chasot de Nantigny né en 1692 à Saulx-le-Duc en Bourgogne, mort en 1755 est un  généalogiste.

## Œuvres et biographie
Jeune homme, Louis Chasot s'installe à Paris et travaille comme professeur principal ; en même temps, il s'intéresse à la généalogie. Il a été l'un des continuateurs de Louis Moréri. Considéré comme l'un des fondateurs de la science généalogique moderne en France.
Il a transmis les résultats de ses recherches approfondies et méticuleuses en généalogie dans Tablettes historiques, généalogiques et chronologiques (Paris, 1748-1753, 6 volumes en 12 numéros) comportant un dictionnaire héraldique. Cet ouvrage a été réimprimé par la suite (Paris, 1749-1757, 8 volumes en 24 livraisons). Une autre de ses œuvres importantes est Généalogies historiques des anciens patriarches, rois, empereurs et de toutes les maisons souveraines (Paris, 1736-1738, 4 volumes en 4 livraisons avec illustrations). Cet ouvrage, remarquable par sa grande précision, est basé en partie sur les travaux du recteur allemand Jean Hubner († 1731). Autres livres : Les Tablettes de Thémis, ouvrage très étendu sur la chronologie de la succession des chanceliers d'armée, juges, percepteurs, intendants, présidents, avocats et autres fonctionnaires (Paris, 1755, 3 parties en 2 volumes et 12 numéros) ; Tablettes géographiques (Paris, 1725) ; Généalogie des vicomtes de Lomagne.